# Reinado Nacional del Café 2007
El Reinado Nacional del Café realizó su 25.a edición el 1 de julio de 2007 en Calarcá, Quindío. En la velada de elección y coronación, la Reina Nacional del Café 2006, Diana Carolina Orjuela Castaño, entregó la corona a su sucesora, la Señorita Caquetá, Ludivia Díaz Trujillo.
Ludivia representó a Colombia en el Reinado Internacional del Café 2008, realizado en Manizales, Caldas, clasificando entre las semifinalistas.

## Resultados
| Título                          | Candidata                                           |
| ------------------------------- | --------------------------------------------------- |
| Reina Nacional del Café 2007    | - Ludivia Díaz Trujillo Señorita Caquetá            |
| Virreina Nacional del Café 2007 | - Diana Carolina Rodríguez Señorita Valle           |
| Primera Princesa                | - Jenny Gutiérrez Ocampo Señorita Antioquia         |
| Segunda Princesa                | - Laura María Martínez Hernández Señorita Risaralda |
| Tercera Princesa                | - Vanesa Ramírez Losada Señorita Nariño             |

## Candidatas
20 candidatas participaron en la versión 2007 del Reinado Nacional del Café.
| Candidata                      | Nombre                         | Edad | Estatura | Medidas  | Procedencia         |
| ------------------------------ | ------------------------------ | ---- | -------- | -------- | ------------------- |
| Señorita Antioquia             | Jenny Gutiérrez Ocampo         | 23   | 1.74     | 88-58-90 | Medellín            |
| Señorita Atlántico             | Adriana Lucía Donado Coronel   | 20   | 1.66     | 86-61-90 | Barranquilla        |
| Señorita Barranquilla D.E.I.P. | Noemy Fierro Castro            | 21   | 1.72     | 89-61-92 | Barranquilla        |
| Señorita Bogotá D. C.          | Catherine Ramírez Gallego      | 18   | 1.70     | 88-60-90 | Bogotá              |
| Señorita Caldas                | Marcela Jaramillo Bedoya       | 20   | 1.70     | 90-61-90 | Manizales           |
| Señorita Caquetá               | Ludivia Díaz Trujillo          | 19   | 1.72     | 90-59-90 | Florencia           |
| Señorita Cartagena, D.T. y C.  | Sofía Torres Iriarte           | 22   | 1.73     | 92-62-94 | Cartagena de Indias |
| Señorita Cesar                 | Bianca Luz Iglesias Pérez      | 23   | 1.68     | 90-60-90 | Valledupar          |
| Señorita Chocó                 | Natalie Usuriaga               | 18   | 1.77     | 90-60-90 | Quibdó              |
| Señorita Córdoba               | Diana Carolina Badel Otero     | 18   | 1.70     | 87-60-90 | Montería            |
| Señorita Cundinamarca          | Leidy Johanna Arias Castro     | 18   | 1.70     | 90-62-92 | Bogotá              |
| Señorita Magdalena             | Angélica María Uribe Espinosa  | 22   | 1.70     | 88-60-90 | Santa Marta         |
| Señorita Nariño                | Vanesa Ramírez Losada          | 18   | 1.75     | 90-61-92 | Pasto               |
| Señorita Norte de Santander    | Éricka Andrea Widman           | 21   | 1.75     | 87-62-92 | Cúcuta              |
| Señorita Quindío               | Diana Lucía Martínez Naranjo   | 21   | 1.70     | 90-64-90 | Armenia             |
| Señorita Risaralda             | Laura María Martínez Hernández | 20   | 1.68     | 89-60-92 | Pereira             |
| Señorita Santander             | Linda Yuliet Quijano Monroy    | 18   | 1.70     | 90-60-94 | Bucaramanga         |
| Señorita Sucre                 | Lilibeth Lenín Pulgarín        | 23   | 1.74     | 88-63-93 | Sincelejo           |
| Señorita Tolima                | Natalie Vanessa Medina Giraldo | 18   | 1.70     | 86-60-90 | Ibagué              |
| Señorita Valle                 | Diana Carolina Rodríguez       | 20   | 1.75     | 88-60-90 | Cali                |